# Михайлов, Василий Михайлович (партийный деятель)
Васи́лий Миха́йлович Миха́йлов (7 [19] декабря 1894 — 26 сентября 1937) — советский партийный и государственный деятель. Член ЦК партии (1921—1922, 1923—1930), кандидат в члены ЦК (1922—1923, 1930—1937), член Оргбюро ЦК и секретарь ЦК (1921—1922), кандидат в члены Оргбюро ЦК (1923—1924, 1926—1930).

## Биография
Родился в 1894 г. в Москве. Из рабочей семьи. Русский.
В 1907—17 гг. работал переплетчиком-брошюровщиком в московских типографиях. Участвовал в издании большевистского журнала «Голос печатного труда». Избирался казначеем Союза печатников Москвы.
В 1917—1918 гг.— член Моссовета, Московского комитета партии, председатель ЧК Городского района Москвы.
В 1918—1920 гг.— на политической работе в Красной Армии. С конца 1920 г.— вновь в Москве, работал в правлении губернского отдела союза печатников, избирался членом президиума Московского городского совета профсоюзов.
В 1921—1922 гг.— секретарь ЦК РКП(б) и член Оргбюро ЦК РКП(б), в 1922—1923 гг.— секретарь Московского комитета РКП(б), в 1923—1924 гг.— секретарь Замоскворецкого райкома партии.
С 1925 по 1929 г.— секретарь Московского комитета партии, председатель Московского городского совета профсоюзов. В 1929—1932 гг.— заместитель начальника строительства Днепрогэса, затем начальник строительства Дворца Советов в Москве. Избирался членом ВЦИК и ЦИК СССР.
В 1937 г. был необоснованно репрессирован и расстрелян. Реабилитирован и восстановлен в партии в 1956 г.

Согласно воспоминаниям Бориса Бажанова, Михайлов оказался в числе двух — вместе с Л. Кагановичем — выдвиженцев на руководящую работу из «молодёжи», намеченных при Ленине:
Михайлову было в это время 28 лет, он был кандидатом в члены ЦК и секретарем Московского Комитета партии; в 1923 году его избрали членом ЦК и сделали даже секретарем ЦК. Увы, это продолжалось недолго. Очень скоро выяснилось, что большие государственные дела Михайлову совершенно не под силу. Его постепенно оттеснили на меньшую работу. Потом он был руководителем строительства Днепрогэса.

В 1937 году был расстрелян вместе с другими (он имел неосторожность в 1929 году быть за Бухарина). В общем, этот выбор для «смены» не удался.